# Katja Studt
Katja Studt (* 3. August 1973 in Hamburg) ist eine deutsche Schauspielerin. Seit 1988 stand sie in über 100 Film- und Fernsehproduktionen vor der Kamera.

## Karriere
Katja Studt meldete sich im Alter von 13 Jahren auf eine Zeitungsannonce, in der eine Darstellerin für Dieter Wedels Fernsehdreiteiler Wilder Westen inclusive gesucht wurde. Schließlich setzte sie sich gegen alle Bewerberinnen durch und spielte an der Seite von Peter Striebeck die Meteorologentochter Carolin Küssling. Danach besetzte Hans W. Geißendörfer sie neben Jürgen Vogel in der Hauptrolle der Gymnasiastin Eva „Evi“ Finke im Politthriller Bumerang-Bumerang. Nachdem sie Stefan Bartmann für den Fernsehfilm Glückliche Reise – Portugal in der Rolle der jungen Babette Weber engagierte, war sie im Dezember 1993 in der Titelrolle von Maria Theresia Wagners Weihnachtsserie Clara, in der sie als leidenschaftliche Reiterin agierte, in einer weiteren Hauptrolle zu sehen und schaffte mit ihrer Darstellung den Sprung in Erwachsenenrollen. 1994 erfolgte die Zusammenarbeit mit dem renommierten Regisseur Tom Tykwer, der sie in dessen Spielfilmdebüt Die tödliche Maria in der Titelrolle als Jugendliche besetzte, während diese Rolle in höherem Alter von Nina Petri verkörpert wurde. Ihre dortige schauspielerische Leistung brachte ihr den Max-Ophüls-Preis als „beste Schauspielerin“ ein. In den Folgejahren wurde sie in zahlreichen weiteren Film- und Fernsehproduktionen besetzt, darunter auch Gastrollen verschiedener Serienformate wie etwa Ein Fall für zwei mit Claus Theo Gärtner, A.S. – Gefahr ist sein Geschäft mit Klaus J. Behrendt, Die Drei mit Hannelore Hoger oder Der letzte Zeuge mit Ulrich Mühe, wo sie als Ildiko von Thüren ein Vergewaltigungsopfer spielt, das zur Selbstjustiz greift und letztlich zur Serienmörderin wird.
1998 folgte eine Zusammenarbeit mit der Regisseurin Hermine Huntgeburth für deren Filmkomödie Und alles wegen Mama, wo sie an der Seite von Uwe Ochsenknecht, Eva Mattes und Frank Giering in der Rolle der Marion Löblich besetzt wurde. 2001 brachte ihr die Rolle der Lilly, die den Mord an ihrer Mutter und sechs weiteren Frauen rächen will, in Pepe Danquarts Thriller Mörderinnen eine Nominierung für den Deutschen Fernsehpreis in der Kategorie als „beste Hauptdarstellerin“ ein. In der ARD-Fernsehserie Die Stein spielte sie von 2008 bis 2011 als Kunstlehrerin Karola König neben Julia Stemberger als deren Serienschwester in einer der Hauptrollen. In Dagmar Dameks Heimatfilm Die Schäferin war sie an der Seite von Stefanie Stappenbeck als deren Filmfreundin Ute Hogland zu sehen. 2016 verkörperte sie in den ersten beiden Episoden der Kriminalfilmreihe Der Kroatien-Krimi die Rolle der Pathologin Vera. Regisseurin Susanna Salonen besetzte Studt 2018 in der Hauptrolle der renitenten Sylter Rettungsschwimmerin Bente Groot in deren Fernsehdrama Ausgerechnet Sylt. In dem im Juli 2021 auf dem Filmfest München uraufgeführten Fernsehfilm Die Luft, die wir atmen übernahm sie an der Seite von Neda Rahmanian als Altenpflegerin Martina eine der Hauptrollen. 2024 war sie nach mehrjähriger Abstinenz erneut als Theaterschauspielerin aktiv und spielte an der Komödie Winterhuder Fährhaus in Ute Willings Inszenierung Es ist nur eine Phase, Hase, die auf dem gleichnamigen Bestseller von Maxim Leo und Jochen-Martin Gutsch aus dem Jahr 2018 basiert.

## Privatleben
Studt wuchs in Hamburg-Bramfeld mit ihrem vier Jahre jüngeren Bruder auf, wo sie das Gymnasium Grootmoor besuchte und dort 1993 ihr Abitur abschloss. Sie ist Mutter von zwei Kindern und lebt in Hamburg-Volksdorf.

## Filmografie

### Spielfilme
- 1988: Wilder Westen inclusive (Dreiteiler)
- 1989: Bumerang-Bumerang
- 1992: Das Auge der Tiefe
- 1993: Die tödliche Maria
- 1994: Taxandria
- 1995: Kinder des Satans (Fernsehfilm)
- 1995: Brüder auf Leben und Tod (Fernsehfilm)
- 1996: Der Mörder und die Hure (Fernsehfilm)
- 1996: Der Sohn des Babymachers (Fernsehfilm)
- 1996: Bei Aufschlag Mord (Fernsehfilm)
- 1997: Sanfte Morde (Fernsehfilm)
- 1997: Vergewaltigt – Die Wahrheit und andere Lügen (Fernsehfilm)
- 1997: Tut mir leid wegen gestern
- 1998: Koerbers Akte: Rollenspiel (Fernsehfilm)
- 1998: Vergewaltigt – Eine Frau schlägt zurück (Fernsehfilm)
- 1998: Und alles wegen Mama (Fernsehfilm)
- 1998: Die Metzger (Fernsehfilm)
- 1999: Ein Hauch von Sonnenschein (The Taste of Sunshine)
- 1999: Balzac – Ein Leben voller Leidenschaft (Fernsehfilm)
- 1999: Meine beste Feindin (Fernsehfilm)
- 1999: Morgen gehört der Himmel dir (Fernsehfilm)
- 2000: Natascha (Fernsehfilm)
- 2001: Mörderinnen (Fernsehfilm)
- 2001: Bella Martha
- 2002: Das letzte Versteck (Fernsehfilm)
- 2002: Der Liebe entgegen (Fernsehfilm)
- 2003: Aus Liebe zu Tom (Fernsehfilm)
- 2003: Blueprint
- 2004: Der weiße Afrikaner (Fernsehfilm)
- 2004: Fiesta der Leidenschaft (Fernsehfilm)
- 2005: Zeit der Wünsche – Dilekler Zamanı (Fernsehfilm)
- 2005: Hengstparade (Fernsehfilm)
- 2006: Die Frau im roten Kleid
- 2006: Die Pferdeinsel (Fernsehfilm)
- 2008: Mein Traum von Venedig (Fernsehfilm)
- 2009: Schatten der Gerechtigkeit (Fernsehfilm)
- 2011: Die Schäferin (Fernsehfilm)
- 2012: Wiedersehen in Malaysia (Fernsehfilm)
- 2013: Nur mit euch! (Fernsehfilm)
- 2015: Über den Tag hinaus (Fernsehfilm)
- 2015: Leberkäseland (Fernsehfilm)
- 2018: Ausgerechnet Sylt (Fernsehfilm)
- 2019: Der Goldene Handschuh
- 2020: Der Alte und die Nervensäge (Fernsehfilm)
- 2021: Die Luft, die wir atmen (Fernsehfilm)
- 2022: Was man von hier aus sehen kann

### Fernsehserien und -reihen
- 1991: Tatort: Tod eines Mädchens
- 1993: Glückliche Reise – Portugal
- 1993: Clara (6 Folgen)
- 1993–2016: Ein Fall für zwei (verschiedene Rollen, 3 Folgen)
- 1993: Sylter Geschichten (25 Folgen)
- 1994–1995: Einsatz für Lohbeck (9 Folgen)
- 1994–1997: Faust – Jagd auf Mephisto, Der Beschützer, Villa Palermo
- 1995: Wilsberg: Und die Toten lässt man ruhen
- 1995: A.S. – Gefahr ist sein Geschäft (Folge: Über Tote soll man nicht schlecht reden)
- 1995: Heimatgeschichten: Das wird schon werden
- 1995: Die Kommissarin (Folge: Ein alter Bekannter)
- 1996: Die Drei (Folge: Gelegenheit macht Mörder)
- 1996: SK-Babies (Folge: Skrupellose Schönheit)
- 1996–2003: Wolffs Revier (verschiedene Rollen, 2 Folgen)
- 1996: Der Fahnder (Folge: Kinderspiel)
- 1996: Doppelter Einsatz (Folge: Weihnachtsüberraschung)
- 1996: Immer im Einsatz – Die Notärztin (2 Folgen)
- 1996–1999: Die Männer vom K3 (2 Folgen)
- 1997: Ein Mord für Quandt (Folge: Das Kind)
- 1998: Hallo, Onkel Doc! (Folge: Tod in Namibia)
- 1999–2023: Der Alte (verschiedene Rollen, 7 Folgen)
- 1999: Der Clown (2 Folgen: Feierabend, Schmutzige Geschäfte)
- 2000: Tatort: Chaos
- 2000: Ein starkes Team: Der Todfeind
- 2003: Der letzte Zeuge (Folge: Das Klassentreffen)
- 2003–2020: Großstadtrevier (verschiedene Rollen, 2 Folgen)
- 2005: Siska (Folge: Einfach nur sterben)
- 2007: Tatort: Bienzle und die große Liebe
- 2008–2011: Die Stein (25 Folgen)
- 2008: Im Namen des Gesetzes (Folge: Tödlicher Einbruch)
- 2008–2024: Notruf Hafenkante (verschiedene Rollen, 4 Folgen)
- 2009: Spreewaldkrimi: Der Tote im Spreewald
- 2010–2011: SOKO Stuttgart (verschiedene Rollen, 2 Folgen)
- 2010: SOKO Köln (Folge: Eine Landpartie)
- 2010: In aller Freundschaft (Folge: Neuland)
- 2010: Die Bergretter (Folge: Hoffnungsschimmer)
- 2011: Mordkommission Istanbul: Der Preis des Lebens
- 2011–2020: Der Bergdoktor (verschiedene Rollen, 2 Folgen)
- 2012: SOKO München (Folge: Ausgekocht)
- 2012: Kreuzfahrt ins Glück – Hochzeitsreise nach Jersey
- 2013: Küstenwache (Folge: Explosive Geschäfte)
- 2013–2023: Morden im Norden (verschiedene Rollen, 2 Folgen)
- 2015: Wilsberg: Kein Weg zurück
- 2015: Josephine Klick – Allein unter Cops (Folge: Pferde)
- 2015: Dr. Klein (Folge: Liebe)
- 2015: Utta Danella – Lügen haben schöne Beine
- 2016: Der Kroatien-Krimi: Der Teufel von Split
- 2016: Der Kroatien-Krimi: Tod einer Legende
- 2017: Heldt (Folge: Und täglich stirbt das Kuscheltier)
- 2018: Familie Dr. Kleist (Folge: Aus heiterem Himmel)
- 2018: Der Staatsanwalt (Folge: Im Netz der Spinne)
- 2018: Tonio & Julia: Zwei sind noch kein Paar
- 2018: Sarah Kohr – Mord im Alten Land
- 2019: Bettys Diagnose (Folge: Neue Aussichten)
- 2019: SOKO Hamburg (Folge: Unter Verdacht)
- 2019: Marie fängt Feuer: Den Mutigen gehört die Welt
- 2019: SOKO Wismar (Folge: Am falschen Ort)
- 2019–2023: SOKO Leipzig (verschiedene Rollen, 2 Folgen)
- 2020: In aller Freundschaft – Die jungen Ärzte (Folge: Herausforderungen)
- 2020: Über Land (Folge: Kleine Fälle)
- 2020: Schwartz & Schwartz: Wo der Tod wohnt
- 2021: Erzgebirgskrimi – Der letzte Bissen
- 2021: WaPo Bodensee (Folge: Stunde der Wahrheit)
- 2022: Der Bozen-Krimi: Verspieltes Glück
- 2022: Malibu – Ein Zelt für drei (ZDF-Herzkino)
- 2023: Friesland: Artenvielfalt
- 2023: Endlich Witwer – Über alle Berge
- 2024: Tatort: Was bleibt

## Theater
- 2005: Der Mann ohne Vergangenheit – Regie: Gil Mehmert (Hamburger Kammerspiele)
- 2024: Es ist nur eine Phase, Hase – Regie: Ute Willing (Komödie Winterhuder Fährhaus)

## Auszeichnungen
- 1994: Max-Ophüls-Preis – Auszeichnung als beste Schauspielerin für ihre Darstellung der 16-jährigen Maria in Die tödliche Maria.
- 2001: Deutscher Fernsehpreis – Nominierung als beste Hauptdarstellerin für Mörderinnen.